# CLP1
CLP1 (англ. Cleavage and polyadenylation factor I subunit 1) – білок, який кодується однойменним геном, розташованим у людей на 11-й хромосомі. Довжина поліпептидного ланцюга білка становить 425 амінокислот, а молекулярна маса — 47 646.
| 10         |  | 20         |  | 30         |  | 40         |  | 50         |
| ---------- |  | ---------- |  | ---------- |  | ---------- |  | ---------- |
| MGEEANDDKK |  | PTTKFELERE |  | TELRFEVEAS |  | QSVQLELLTG |  | MAEIFGTELT |
| RNKKFTFDAG |  | AKVAVFTWHG |  | CSVQLSGRTE |  | VAYVSKDTPM |  | LLYLNTHTAL |
| EQMRRQAEKE |  | EERGPRVMVV |  | GPTDVGKSTV |  | CRLLLNYAVR |  | LGRRPTYVEL |
| DVGQGSVSIP |  | GTMGALYIER |  | PADVEEGFSI |  | QAPLVYHFGS |  | TTPGTNIKLY |
| NKITSRLADV |  | FNQRCEVNRR |  | ASVSGCVINT |  | CGWVKGSGYQ |  | ALVHAASAFE |
| VDVVVVLDQE |  | RLYNELKRDL |  | PHFVRTVLLP |  | KSGGVVERSK |  | DFRRECRDER |
| IREYFYGFRG |  | CFYPHAFNVK |  | FSDVKIYKVG |  | APTIPDSCLP |  | LGMSQEDNQL |
| KLVPVTPGRD |  | MVHHLLSVST |  | AEGTEENLSE |  | TSVAGFIVVT |  | SVDLEHQVFT |
| VLSPAPRPLP |  | KNFLLIMDIR |  | FMDLK      |  |            |  |            |

A: Аланін

C: Цистеїн

D: Аспарагінова кислота

E: Глутамінова кислота

F: Фенілаланін

G: Гліцин

H: Гістидин

I: Ізолейцин

K: Лізин

L: Лейцин

M: Метіонін

N: Аспарагін

P: Пролін

Q: Глутамін

R: Аргінін

S: Серин

T: Треонін

V: Валін

W: Триптофан

Кодований геном білок за функціями належить до трансфераз, кіназ. 
Задіяний у таких біологічних процесах, як процесинг мРНК, процесинг тРНК, альтернативний сплайсинг. 
Білок має сайт для зв'язування з АТФ, нуклеотидами, іоном магнію, іоном марганцю. 
Локалізований у ядрі.